# プトゥマヨ県
プトゥマヨ県（スペイン語: Departamento de Putumayo）は、コロンビア南部のアマソナス地方の県。
県都はモコア。
エクアドル、ペルーと国境を接している。
2016年の人口は34万9537人。
19世紀後半から20世紀にかけて、天然ゴムの栽培が盛んになり、アマソナス地方から多くの奴隷が動員され、殺された。

## 人口
- 2005年6月30日：31万0132人
- 2010年6月30日：32万6093人
- 2016年6月30日：34万9537人

## 隣接県
- 北：カウカ県
- 東：カケタ県
- 南東：アマソナス県
- 南：ロレート県
- 南東：スクンビオス県
- 西：ナリーニョ県

## 行政区画

県の地図。黒点は各市の市庁所在地を示す

- コロン（英語版）
- モコア (Mocoa) - 県都
- オリート（英語版）
- プエルト・アシス（英語版）
- プエルト・カイセード（英語版）
- プエルト・グスマン（英語版）
- プエルト・レギサーモ
- サン・フランシスコ（英語版）
- サン・ミゲル（英語版）
- サンティアーゴ（英語版）
- シブンドイ（英語版）
- バジェ・デル・グアメス（英語版）
- ビジャ・ガルソン（英語版）